# Sant Antoni i Sant Jordi de Camarasa
Sant Antoni i Sant Jordi és l'església de la parròquia de Sant Miquel de Camarasa (Noguera) inclosa a l'Inventari del Patrimoni Arquitectònic de Catalunya.
Està situada al bell mig del nucli urbà medieval que davalla pels vessants fins al Segre i envoltada per alguns dels antics portals d'accés, carrerons i cases antigues que li donen un caràcter típic. La nova església de la parròquia de Sant Miquel, dedicada a sant Antoni i sant Jordi, és obra del 1737; segons Zamora l'arquitecte s'anomenava Santamaria i era de Linyola. Dins l'estil propi de l'època, la portada és ornada per dos mitges pilastres i un frontispici triangular. L'altar major i la desapareguda estàtua de Sant Miquel eren obra del gran escultor barroc Lluís Bonifaç, autor del cor de la Seu Nova de Lleida i conservava també un altar del Roser, procedent de l'església primitiva.